# Okręgowe rozgrywki w piłce nożnej woj. rzeszowskiego (1952)
Rozgrywki okręgowe w województwie rzeszowskim w sezonie 1952.

OZPN Rzeszów

## I klasa (Rzeszów)

### Sezon zasadniczy
Grupa I
Grupa II
| Poz. | Klub                  | M  | Pkt. | Mecze | Mecze | Mecze | Bramki | Bramki |
| Poz. | Klub                  | M  | Pkt. | zwy.  | rem.  | por.  | zdob.  | stra.  |
| ---- | --------------------- | -- | ---- | ----- | ----- | ----- | ------ | ------ |
| 1    | Kolejarz Przemyśl     | 10 | 17   | 8     | 1     | 1     | 51     | 8      |
| 2    | Budowlani Ib Przemyśl | 9  | 14   | 7     | 0     | 2     | 39     | 10     |
| 3    | Gwardia Przemyśl      | 9  | 11   | 5     | 1     | 3     | 26     | 20     |
| 4    | LZS Żurawica          | 10 | 8    | 3     | 1     | 6     | 21     | 18     |
| 5    | Spójnia Lubaczów      | 10 | 6    | 3     | 0     | 7     | 12     | 37     |
| 6    | LZS Kuńkowce          | 10 | 2    | 1     | 0     | 9     | 4      | 60     |

| Poz. | Klub             | M  | Pkt. | Mecze | Mecze | Mecze | Bramki | Bramki |
| Poz. | Klub             | M  | Pkt. | zwy.  | rem.  | por.  | zdob.  | stra.  |
| ---- | ---------------- | -- | ---- | ----- | ----- | ----- | ------ | ------ |
| 1    | Stal Rzeszów     | 9  | 15   |       |       |       | 45     | 11     |
| 2    | Górnik Sanok     | 10 | 15   |       |       |       | 38     | 21     |
| 3    | Górnik Krosno    | 10 | 12   |       |       |       | 21     | 13     |
| 4    | Spójnia Jasło    | 10 | 17   |       |       |       | 21     | 28     |
| 5    | Kolejarz Rzeszów | 10 | 6    |       |       |       | 14     | 37     |
| 6    | Spójnia Lesko    | 9  | 3    |       |       |       | 13     | 42     |

| Poz. | Klub                  | M  | Pkt. | Mecze | Mecze | Mecze | Bramki | Bramki |
| Poz. | Klub                  | M  | Pkt. | zwy.  | rem.  | por.  | zdob.  | stra.  |
| ---- | --------------------- | -- | ---- | ----- | ----- | ----- | ------ | ------ |
| 1    | Górnik Glinik Gorlice | 10 | 19   |       |       |       | 31     | 9      |
| 2    | Gwardia Rzeszów       | 9  | 14   |       |       |       | 44     | 15     |
| 3    | Budowlani Gorlice     | 9  | 11   |       |       |       | 28     | 27     |
| 4    | Włókniarz Ib Krosno   | 10 | 6    |       |       |       | 16     | 25     |
| 5    | Stal Sanok            | 10 | 6    |       |       |       | 18     | 30     |
| 6    | Budowlani Rzeszów     | 10 | 2    |       |       |       | 14     | 45     |

| Poz. | Klub               | M  | Pkt. | Mecze | Mecze | Mecze | Bramki | Bramki |
| Poz. | Klub               | M  | Pkt. | zwy.  | rem.  | por.  | zdob.  | stra.  |
| ---- | ------------------ | -- | ---- | ----- | ----- | ----- | ------ | ------ |
| 1    | Ogniwo Rzeszów     | 10 | 16   |       |       |       | 42     | 7      |
| 2    | Spójnia Rzeszów    | 10 | 16   |       |       |       | 34     | 10     |
| 3    | Kolejarz Jarosław  | 10 | 10   |       |       |       | 23     | 25     |
| 4    | Włókniarz Strzyżów | 10 | 10   |       |       |       | 22     | 31     |
| 5    | Spójnia Łańcut     | 9  | 3    |       |       |       | 10     | 27     |
| 6    | Górnik Jasło       | 9  | 3    |       |       |       | 12     | 42     |

- W I klasie rzeszowskiej utworzono sześć równorzędnych grup po sześć zespołów (łącznie 36 uczestników)[1]. Do klasy I przyjęto wszystkie te drużyny, które zgłosiły do rozgrywek po cztery zespoły[2][3]. Według regulaminu, po zakończeniu sezonu wyłoniony mistrz województwa rzeszowskiego otrzymał prawo wezwania jednego z przedstawicieli województwa w II lidze (w Grupie IV występowały w sezonie 1952 Budowlani Przemyśl i Włókniarz Krosno) do pojedynku o miejsce w II lidze w kolejnym sezonie[3].
- 27 lipca 1952 zakończono ostatnią kolejkę rozgrywek w grupach[4]. Do tego czasu jednak nie zostały rozegrane wszystkie spotkania sezonu[5].
- Zaległe mecze Gwardia Rzeszów – Budowlani Gorlice oraz Stal Rzeszów – Spójnia Lesko zaplanowano na 3 sierpnia 1952[5][6]. Spójnia Lesko zamierzała oddać ten mecz walkowerem[5].
- Już po rozpoczęciu meczów fazy finałowej rozstrzygnięto kwestię mistrzostwa grupy V zarządzając 5 minutową dogrywkę pomiędzy Górnikiem Glinikiem Gorlice a Gwardią Rzeszów, która miała odbyć się 12 sierpnia 1952 w Rzeszowie, lecz drużyna Gwardii zrezygnowała ze współzawodnictwa, wobec czego przyznano walkower dla zespołu z Gorlic[7].

### Faza finałowa
- Rozgrywkę finałową pomiędzy zwycięzcami grup zaplanowano w okresie od 9 sierpnia do 14 września 1952[5]. W tym terminie zwycięzcą finałów została drużyna GWKS Rzeszów[8], a przed 23 września 1952 rozegrano zaległe dwa ostatnie mecze tej rozgrywki[9].

### Baraż o II ligę
Zgodnie z przyjętym regulaminem zwycięzca finałów I klasy przystąpił do rywalizacji o miejsce w II lidze z najniższej sklasyfikowanym zespołem województwa rzeszowskiego w sezonie II ligi 1952, którym byli Budowlani Przemyśl. Rozgrywkę przeprowadzono w formie dwumeczu.
- 9 listopada 1952: Rzeszów, stadion Ogniwa: GWKS Rzeszów – Budowlani Przemyśl 0:1 (0:1). Gol: Gawlikowski 3'. GWKS nie wykorzystał rzutu karnego w II połowie[10]
- 16 listopada 1952, Przemyśl: Budowlani Przemyśl – GWKS Rzeszów 2:0 (1:0). Gole: Podwyszyński 3' i??'. Czerwona kartka: Kacy (GWKS)[11]